# Dose Dupla (álbum de Leandro & Leonardo)
Dose Dupla é uma coletânea da dupla sertaneja brasileira Leandro & Leonardo. Foi lançada em 1995, e inclui as faixas dos álbuns lançados em 1989 e 1990, respectivamente. Não inclui as faixas "Semi-Luz" e "Luar do Sertão", do álbum de 1989, e "Ponto Fraco", do álbum de 1990.

## Faixas
| N.º | Título                                         | Duração |  |
| 1.  | "Quem Será Essa Mulher"                        | 3:37    |  |
| 2.  | "Lágrimas do Coração"                          | 3:33    |  |
| 3.  | "Quebra Esse Gelo"                             | 3:43    |  |
| 4.  | "Quarto Negro"                                 | 3:09    |  |
| 5.  | "Paraíso"                                      | 2:56    |  |
| 6.  | "É Por Você Que Canto (The Sounds of Silence)" | 3:53    |  |
| 7.  | "Aqueles Olhos"                                | 3:41    |  |
| 8.  | "Entre Tapas e Beijos"                         | 3:29    |  |
| 9.  | "Teu Olhar"                                    | 3:15    |  |
| 10. | "Cai na Real"                                  | 3:58    |  |
| 11. | "Cadê Você"                                    | 3:03    |  |
| 12. | "Talvez Você se Lembre"                        | 3:52    |  |
| 13. | "O Cheiro da Maçã"                             | 4:00    |  |
| 14. | "Coração Quer Te Encontrar"                    | 3:24    |  |
| 15. | "Mais Uma Vez Sozinho (Marcas de Amor)"        | 3:26    |  |
| 16. | "Pra Nunca Dizer Adeus"                        | 3:28    |  |
| 17. | "Pense em mim"                                 | 3:23    |  |
| 18. | "Só Fazendo Amor"                              | 2:43    |  |
| 19. | "Você Ainda Vai Voltar"                        | 3:43    |  |
| 20. | "Desculpe, Mas Eu Vou Chorar"                  | 4:09    |  |
| 21. | "Talismã"                                      | 4:21    |  |

## Certificações
| Brasil (ABPD)                             | Ouro | 1998 | 100.000* |
| *número de vendas baseado na certificação |      |      |          |